# Miguel Saralegui Benito
Miguel Manuel Saralegui Benito (Bilbao, 1982) es un catedrático de filosofía y escritor español.

## Biografía
Nació en Bilbao en 1982. Licenciado en Periodismo y Filosofía, se doctoró en Ciencia Política por la Universidad del País Vasco y en Filosofía por la de Barcelona. Su labor de investigación se centra en la historia del pensamiento político y en la filosofía política. Ha traducido al español obras de Maquiavelo, Hobbes y Telesio, y ha escrito, además de artículos en prensa, las obras Maquiavelo y la contradicción (2012), Carl Schmitt pensador español (2016), Matar a la madre patria (2021) y Breve historia del pensamiento político. De Maquiavelo al Coronavirus (2022).